# Hadrév
Hadrév (románul Hădăreni) falu a romániai Maros megyében, az Aranyos partján.

## Fekvése
Marosludastól 10 km-re, Aranyosgyérestől pedig 25 km-re, az Aranyos és az E60-as európai út mellett fekszik. Mivel többször is előfordult, hogy az Aranyos kiöntött, a folyó mellett élő emberek lassan elköltöztek a falu más részeire.

## Története
Először 1270-ben tettek róla írásos említést.
1910-ben 935 lakosából 631 román, 275 magyar, 29 cigány anyanyelvű volt. 
Az 1992-es népszámlálási adatok szerint 870 lakosa volt, amelyekből 600 román (69,0%), 147 magyar (16,9%) és 123 roma (14,1%).
1993 szeptemberében etnikai zavargások színhelye volt a község, egy román férfi meggyilkolása után a falusiak felgyújtották a helyi romák házait és hármat megöltek közülük. A kivonult rendőrségnek nem sikerült helyreállítania a rendet, a romák hónapokig nem térhettek vissza otthonukba. Az ügy a strasbourgi Emberjogi Bíróság elé került, mely megállapította, hogy a román állam súlyosan sértette a romák jogait.
2005-ben megnyitotta kapuit a falu határában a Schuster second-hand elektronikus gépekkel kereskedő cég. Ezzel a munkanélküliségi ráta is csökkent pár százalékkal. Szintén 2005-ben az Európai Unió és a román állam segítségével bevezették az ivóvízhálózatot.

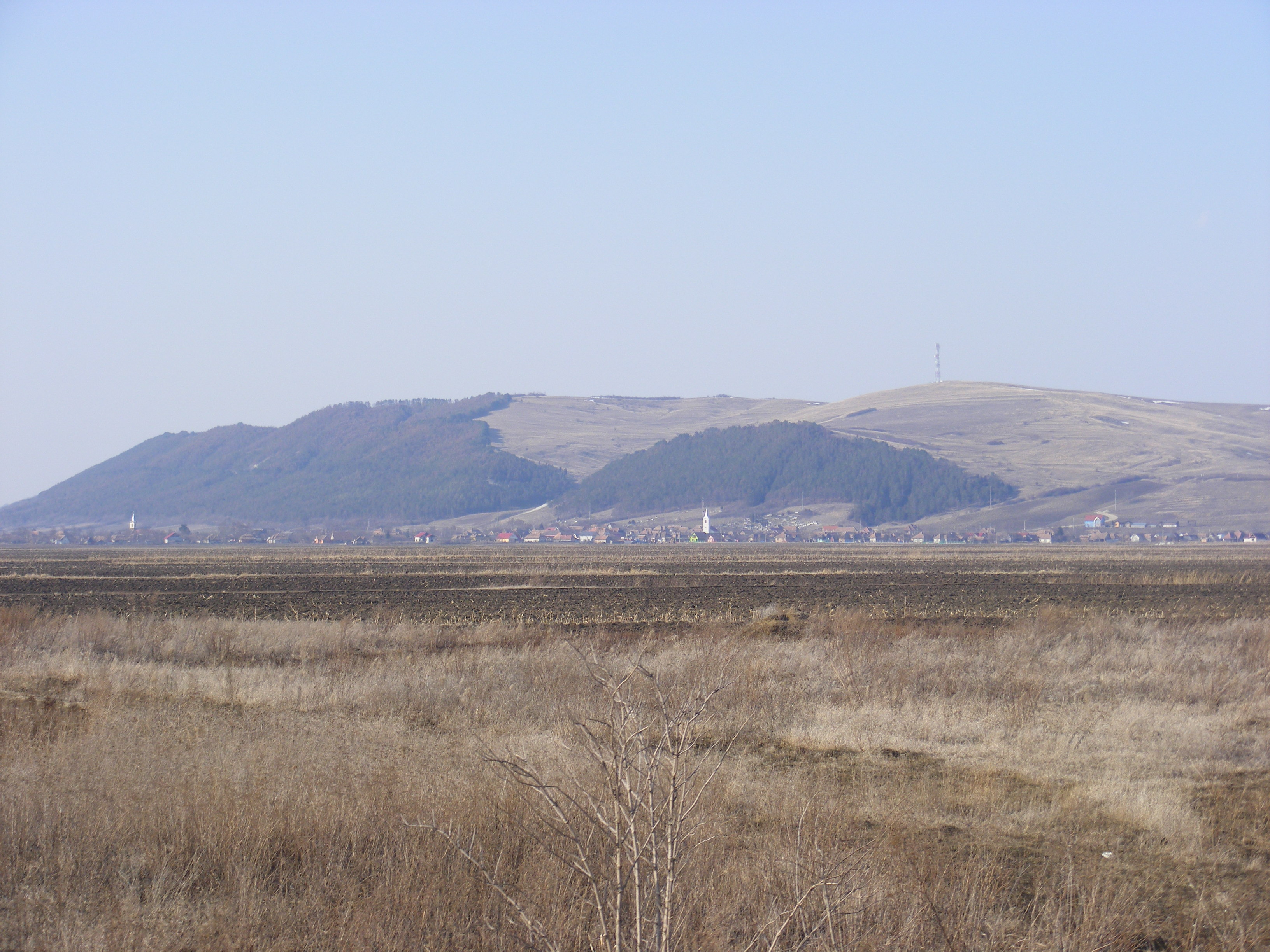
A falu látképe Maroskece felől.

## Nevezetességei
A falu magában őrzi a múltat. Az 1910-ben épült református templom mellett még említésre érdemesek a főutca régi házai.

## Híres emberek
- Itt született 1876-ban Szilvássy Karola erdélyi magyar arisztokrata, művészetpártoló